# Jesús Santos Gimeno
Jesús Santos Gimeno   (Madrid, 20 d'octubre de 1981 - Alcorcón, 23 de març de 2025) va ser un polític i escombriaire espanyol, secretari general de Podem Comunitat de Madrid des de juny de 2020.

## Biografia
Nascut el 20 d'octubre de 1981 a Madrid, va treballar durant 13 anys per l'empresa municipal Esmasa, encarregada de la recollida de residus a Alcorcón, inicialment com a peó i després com a conductor. Organitzador de diverses vagues de neteja a Alcorcón, es va presentar com a cap de llista de la candidatura de Guanyar Alcorcón per a les eleccions municipals de maig de 2015 i va resultar elegit regidor. Santos, que va repetir com a cap de llista de Guanyar Alcorcón per a les eleccions municipals de 2019, va renovar la seva acta de regidor i es va convertir en segon tinent d'alcalde i encarregat de la regidoria de Serveis a la Ciutadania, a més de responsable d'Esmasa.
El 19 juny de 2020, Santos va ser escollit secretari general de Podem Comunitat de Madrid, després de presentar-se a unes primàries a les quals no va concórrer cap altre candidat.